# Скібіцька Тетяна Василівна
Тетя́на Васи́лівна Скібі́цька (9 липня 1959, Київ — 3 червня 2013, Київ) — радянський і український мистецтвознавець, автор першої капітальної монографії про київський архітектурний модерн.

## Біографія
Вчилася і закінчила середню школу  №6 міста Києва, що на Великій Житомирській 2.  Закінчила Київський державний художній інститут у 1981 році. Учениця Ю. С. Асєєва. Після закінчення вишу — співробітник Науково-дослідного інституту теорії та історії архітектури і містобудування (до 1990-х років).
З 1998 року — заступник генерального директора Київського науково-методичного центру з охорони, реставрації та використання пам'яток історії, культури і заповідних територій. З 2010 року — старший науковий співробітник Національного заповідника «Софія Київська».
Член Національної спілки художників України з 1995 року. Член ICOMOS.
Померла в Києві 3 червня 2013 року. Похована на Берковецькому кладовищі.

## Дослідницька і творча діяльність
Коло наукових інтересів: архітектура і соціально-культурне життя Києва кінца XIX — початку ХХ століття, забудова історичних міст України, методологія охорони культурної спадщини.
У своїх дослідженнях Тетяна Скібіцька сполучувала всебічний аналіз архітектурних об'єктів із вивченням бібліографічних та архівних джерел. Значну увагу нею приділено масовій міській забудові Києва, типології та архітектурним особливостям прибуткових будинків, атрибуціям їхнього авторства. Стаття Т. Скібіцької «Творцы многоэтажного Киева» (1985) ввела до наукового обігу маловідомі імена архитекторов, які формували вигляд київських вулиць.
Важливе місце в працях дослідниці займали процеси формування і характерні риси стильових архітектурних напрямків доби еклектизму і модерну. Результатом тривалого комплексного вивчення цих питань стала серія статей і видана у 2011 році монографія про київський архітектурний модерн 1900-х — 1910-х років.
Крім Києва, Тетяна Скібіцька брала участь у дослідженні історичної забудови Вінниці, Одеси, Сум, Чернівців.
Неодноразово виступала с доповідями на наукових конференціях.
Учасниця телевізійного проекта «Київські мініатюри» (1998—2009). 

### Публікації
Перша публикація — стаття «Андреевский спуск в Киеве» (1982).
Автор численних статей в архітектурних и культурологічних журналах («Строительство и архитектура», «Пам'ятки України», «Архітектура України», «Генеза» тощо), в історичному альманасі «Киевский альбом», у відомчих виданнях. Серед них:
- Прибутковий будинок як провідний архітектурний тип у забудові міст України кінця XIX — початку XX ст. // Теорія та історія архітектури: Наук. збірник НДІТІАМ / Редкол.: М. М. Дьомін (голова), А. П. Мардер, А. О. Пучков та ін. — К, 1995. — С.105-117[4].
- Навколо музею [Архівовано 6 квітня 2015 у Wayback Machine.] // Киевский альбом. Исторический альманах. — К., 2002. — Вип.2. — С.26-31.
- Історія забудови садиби Київського пасажу (1830—1950 рр.) або Маленьке місто Великого пасажу // Киевский альбом. Исторический альманах. — К., 2006. — Вип.4. — С.6-19[5].
- Будівельна епопея Кіндрата Ховалкіна (з історії садиби по вулиці Костьольній, 10/5) // Киевский альбом. Исторический альманах. -К., 2007. — Вип.5. — С.75-81[5].
- Рідкісна пам'ятка «північного модерну» в Києві по вул. Червоноармійській, 14 (у контексті історії формування забудови садиби 1858—1912 рр.) // Праці науково-дослідного інституту пам'яткоохоронних досліджень. — К., 2007. — Вип.3. — С.77-87[5].
- Найстаріший житловий будинок на розі вулиць Костьольної та Трьохсвятительської (історія домоволодіння 1810-х — 1980-х років) // Матеріали щорічної науково-практичної конференції Музею історії Києва. — К., 2009. — Вип.9. — С.84-100[5].
- Вулиця Костьольна у м. Києві — перша комплексна пам'ятка архітектури та містобудування: досвід підготовки науково-проектної та облікової документації для включення до Державного реєстру нерухомих пам'яток України.) // Праці науково-дослідного інституту пам'яткоохоронних досліджень. Праці науково-дослідного інституту пам'яткоохоронних досліджень. — Вип. 5. — К., 2010. — С.118-13[5].

Виступала з публікаціями як самостійно, так і у співавторстві (з Г. Духовичним, М. Кальницьким, О. Мокроусовою, І. Шулешко та ін.).
Підготувала численні статті для Зводу пам'яток історії та культури України, для CD-проектів «Київ. Історична енциклопедія», «Храми Києва».

#### Книги
- Вечерський В. В., Скібіцька Т. В., Сердюк О. М.. Історико-містобудівні дослідження Чернівців. — Київ: Фенікс, 2008.
- Скібіцька Т.. Київський архітектурний модерн (1900-1910-і роки) / Автор вступної статті Г. Духовичний. — Львів-Київ: Центр Європи, 2011.
- Колективна монографія «Забудова Києва доби класичного капіталізму, або Коли і як місто стало європейським» / За заг. ред. М. Б. Кальницького, Н. М. Кондель-Пермінової. — К.: Сидоренко В. Б., 2012. Книга стала переможцем однієї з номінацій XIV Всеукраїнського рейтинга «Книжка року»[6]. Тетяна Скібіцька — автор Розділу VIII «Архітектура київського житла», співавтор Розділу ІХ «Стилістика, композиція та символіка фасадів» і Розділу ХІ «Видатні будівничі Києва».
- Співавтор методичного видання «Памятники архитектуры как объект оценки» (1999).
- Творчість архітектора Павла Альошина у фондах Національного заповідника «Софія Київська»: Альбом-каталог / О. Г. Мокроусова, Т. В. Скібіцька; За заг. ред. О. Г. Мокроусової; Нац. заповедник «Софія Київська». — Київ: Горобець, 2018. — 224 с. : іл. — ISBN 978-966-2377-37-8.